# Сјеверна Тракија
Сјеверна Тракија (буг. Северна Тракия), или Бугарска Тракија (буг. Българска Тракия), представља највећи дио историјско-географске области Тракија. Налази се на простору јужне Бугарске и захвата простор јужно од Старе планине и источно од ријеке Нестос, до грчке и турске границе на југу и на истоку до Црног мора. Обухвата Средњу гору, Горњотрачку низију и око 90% Родопа. Клима варира од континентално до прелазне континенталне и планинске. На ово простору је забиљежена највећа температура у Бугарској: 45,2 °C у Садову 1916. Најважније ријеке су Марица и њене притоке. Важни градови су Пловдив, Бургас, Стара Загора, Сливен, Хасково, Јамбол, Пазарџик, Асеновград, Крџали, Димитровград, Казанлак и Смољан.
Данашња област Сјеверна Тракија је током историје била дио Бугарског и Византијског царства прије постепеног освајања од стране Османског царства 1300-их. Османлије су на овом простору основали аутономну покрајину Источну Румелију 1878. У састав независне бугарске државе је ушла 1885.